# Brutraum

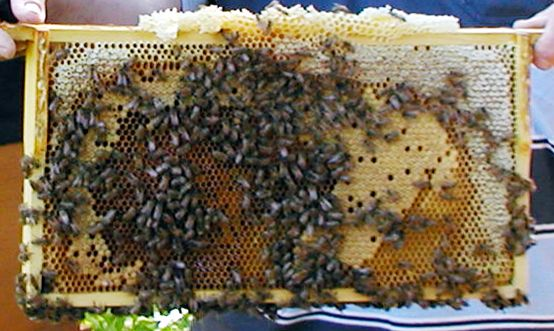
Bienenwabe aus der oberen Zarge (Zander-Maß) eines zweizargigen Brutraums mit einem Honigkranz in der Kastanientracht Ende Juni. Deutlich ist der Unterschied zwischen gedeckeltem Honig (weiß) und gedeckelten Brutzellen (gelb) zu sehen.

Als Brutraum bezeichnet der Imker den Bereich einer Beute (Behausung der Bienen), in dem auf Bienenwaben die Brutaufzucht erfolgt.
Auf den Bienenwaben des Brutraums befindet sich das Brutnest. Seine Ausdehnung unterliegt jahreszeitlichen und entwicklungsbedingten Schwankungen und erreicht in etwa zur Zeit der Sommer-Sonnenwende ihren Höhepunkt. Die Anlage des Brutnestes beginnt im Frühjahr im Zentrum des ehemaligen Wintersitzes in unmittelbarer Nähe der Vorräte.
Auf der Wabe werden rund um die Brut in einem breiten Kranz Pollen (als Eiweißvorrat) sowie daran anschließend ein Honigvorrat angelegt. Oft sind die Pollenvorräte auch nur neben und unter der Brut zu finden. Generell gilt, dass das Brutnest, falls es die Behausung zulässt, kugelförmig angelegt wird. Die Kugel hat von allen Körpern das kleinste Oberfläche-zu-Volumen-Verhältnis und die Bienen können dadurch mit dem geringsten Energieaufwand ihre Brut auf die notwendige konstante Brutnesttemperatur von 35 °C ± 1 Grad erwärmen.
Ab dem Monat Mai reicht der Brutraum zum Einlagern des vielen gesammelten Honigs nicht mehr aus. Bei der Verwendung von modernen Magazin-Beuten wird hierzu eine weitere Zarge über dem Brutraum aufgesetzt, der sogenannte Honigraum. Bei den heute altmodischen Hinterbehandlungsbeuten wird ein weiterer Raum über dem Brutraum als Honigraum freigegeben und mit Waben bestückt.
Häufig wird zwischen dem Brutraum  und dem Honigraum (dem oberen Bereich der Beute) ein Absperrgitter eingelegt. Dieses hat eine Maschenweite, die den normalen Bienen ein Durchschlüpfen ermöglicht, aber der größeren Königin den Zutritt versperrt. Der Vorteil besteht darin, dass die Königin ihre Eier nicht in die Honigwaben legen kann, sodass beim Schleudern keine Bienenlarven oder Eier mit in den Honig gelangen. In manchen Fällen nimmt das Bienenvolk den durch das Absperrgitter getrennten Honigraum nicht oder nur schlecht an, und große Mengen an Honig werden nicht wie gewünscht im Honigraum, sondern im Brutraum gelagert.
Je nach Stärke des Bienenvolks, Bienenrasse, Klimaverhältnissen und Beuten-Typ (Rähmchengröße), wird aber zuerst, vor dem Aufsetzen des Honigraums, der Brutraum um eine Zarge erweitert. Die Bienen lagern größere Mengen von Honig, wie sie bei einer Tracht entstehen immer über der Brut ein. Hierbei wird die vom Brutnest aufsteigende Wärme zur Verdunstung des am Anfang noch hohen Anteils von Wasser im Honig ausgenutzt.